# Astragalus tetuanensis
Astragalus tetuanensis är en ärtväxtart som beskrevs av Dieter Podlech. Astragalus tetuanensis ingår i släktet vedlar, och familjen ärtväxter. Inga underarter finns listade i Catalogue of Life.